# 查尔顿竞技足球俱乐部
查尔顿竞技足球俱乐部（英語：Charlton Athletic Football Club）成立於1905年，現時在英格蘭足球甲級聯賽作賽。主場位於倫敦東南部格林威治查爾頓的山谷球場。
有說早年山谷球場缺乏基本設施，球員需借用附近一間炸魚店更換球衣出賽，故查爾頓的綽號「The Addicks」是從炸魚塊用的黑線鱈（Haddock）演變而來的。

## 球會歷史

### 早期歲月
查爾頓成立於1905年6月9日由當地的青少年所建立。接連在小童、業餘及半職業的比賽有良好表現，查爾頓在1921年加入足球聯盟，進入當時的南區丙組聯賽，首年只能名列第十六位。在乙丙組浮沉一段時間後，最終在占美·施德（Jimmy Seed）領導下在1936年升上甲組。查爾頓在甲組首季即取得亞軍，在接下來的兩季分別取得第四及第三位，查爾頓可算是當時表現最出色的球隊。足球比賽因二次大戰而停頓達六年之久。二次大戰後查爾頓於1946年首次打入足總杯決賽，以1-4在加時後負於打比郡。翌年（1947年）再晉身決賽，以1-0擊敗般尼，取得球會史上唯一的一項重要錦標。在1948／49賽季查爾頓錄得驚人的40,216平均入場人數，而容量超過70,000（包括企位）的山谷球場是當時聯賽中最大的球場。

### 低迷歲月
但好景不常，1956年帶領查爾頓長達23年的施德被辭退，由占美·曹達（Jimmy Trotter）接任，隨即在當季末（1957年）降級乙組，之後的30年都在低組別聯賽浮沉。1972年降到丙組聯賽更令球隊支持度下滑至低點，雖然在1975年回升乙組，亦無助於球會的財政及球迷的支持。1979／80賽季查爾頓再次降級丙組，隨即反彈於翌季回升乙組，此後數年球會的升升降降聯同管理層及東主的更換，導致球會出現嚴重問題幾乎倒閉。
1984／85賽季查爾頓錄得史上最低的平均入場人數，只有5,104人。多年的財務混亂包括1984年在高等法院的破產審訊終於引發球會改組為查爾頓體育（1984）有限公司（Charlton Athletic (1984) Ltd.）。因無力支付龐大的維修費用，被迫遷出使用了66年的山谷球場，與鄰近的水晶宮共同使用塞尔赫斯特公园球场（Selhurst Park）。但在1986年，由羅倫斯（Lennie Lawrence）領導的查爾頓卻意外取得乙組亞軍，近三十年來首次升級頂級聯賽，不過這次在甲級聯賽只維持了四年。1989年3月查爾頓當時的主席艾爾溫在胡爾域治大會堂（Woolwich Town Hall）宣佈重返山谷球場的計劃，翌年1月格林威治市議會（Greenwich Council）反對重建已被廢棄的山谷球場的審批要求，查爾頓的球迷憤而組成山谷政黨（The Valley Party）參加地區選舉，獲得14,838票，迫使市議會在1991年4月通過新修訂的山谷球場改建計劃。但查爾頓不幸在1990年宣告降級。

### 重回山谷球場

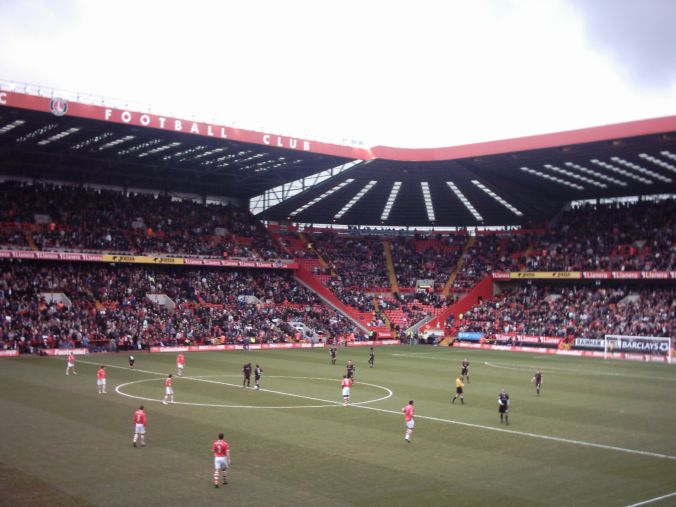
山谷球場

帶領查爾頓長達九年的羅倫斯在1991年辭職轉往，由預備隊教練古比士利及共同接替職務。1991年開季時山谷球場改建尚未完成，查爾頓唯有借用韋斯咸的烏普頓公園球場為主場。因資金短絀，承建商一度撤離山谷球場，查爾頓被迫以70萬鎊將羅拔·李爾賣給及山谷投資基金（The Valley Investment Plan）籌得超過1百萬鎊才令工程得以繼續。1992年12月5日查爾頓終於重返改建的山谷球場，1比0擊敗樸次茅夫。1995年古比士利開始單獨領導查爾頓。1996年18歲的年青射手保耶以300萬鎊破青年轉會費的紀錄加盟利兹联。1996／97年山谷球場計劃擴建西看台使容量增至20,000人。
1998年他們藉著升班附加賽勝出獲得首次在英超亮相，那場比賽在溫布萊球場與桑德兰打成4-4，最終憑互射十二碼至突然死亡階段，7-6氣走對手。同年山谷球場西看台擴建完成開放，並再一步擴建北看台。雖然一個賽季就回到英甲，但查爾頓捲土重來，只花一個賽季又回到英超，而且這次終於站穩了腳步。由於曾經財務危機導致差點倒閉的教訓，查爾頓是現時英超中最量入為出的球會。在2004年1月轉會窗限期，柏加（Scott Parker）富爭議地以 1,000 萬鎊轉投富豪球會車路士。而查爾頓亦取得自1952／53賽季以來在頂級聯賽第七位的最佳成績，剛錯過了參加歐洲足協杯的機會。古比士利才於夏季時購入新球員補充實力，包括丹麥國腳羅美度（Dennis Rommedahl）、謝菲斯（Francis Jeffers）及梅菲（Danny Murphy）相繼來投，剛好用了900萬鎊，希望成績更上一層樓。2004／05是查爾頓百週年會慶，可惜的是表現不進反退，只能在中游徘徊，最終排名第十一位，再一次緣慳歐洲賽事。
在2005年夏天轉會市場中，查爾頓從友會借用俄羅斯中場史馬田（Alexei Smertin）及烏拉圭中堅蘇朗度（Gonzalo Sorondo），並羅致了老將基斯·鮑維（Chris Powell）、中場岩布斯（Darren Ambrose）和年輕前鋒戴倫·賓特等。此外，小將湯馬士（Jerome Thomas）個人突破能強，吸引了不少球迷的目光。鋒線方面，除了號稱“禁區之狐”的謝菲斯被借用到格拉斯哥流浪，戴倫·賓特、烏爾、列斯比（Kevin Lisbie）、巴列特（Shaun Bartlett）、祖漢臣（Jonatan Johansson），加上從義大利回流的保夫萊特（Jay Bothroyd）和從後支援的羅美度都是以速度見稱的前鋒，查爾頓在快速反擊中將具有非常威脅力。
2006年4月29日任教長達 15 年的古比士利宣佈於季後離職。5月30日前水晶宮領隊（Iain Dowie）獲委為新領隊。11月3日領隊杜維遭解僱，任教聯賽12戰只獲兩勝，球隊處於榜尾位置。11月14日杜維的助手萊斯·列特（Les Reed）獲指派繼任領隊。12月24日萊斯·列特只能帶領球隊獲得1場勝仗，前領隊 （Alan Pardew）簽約三年半成為球隊這季第三名領隊。可惜柏祖未能協助查爾頓挽回頹勢，查爾頓在2006/07年度英超聯只得十九名，來屆降落英冠作賽。

### 浮沉於英冠英甲
查爾頓降落英冠後首個球季，只排名十一，未能取得升回英超的成績。至2008年11月，查爾頓因為在英冠聯賽連續八場不勝跌入降班區，球會辭退領隊柏祖，改聘柏堅遜為領隊，但未能挽回頹勢，結果查爾頓這屆只取得英冠廿四名，來屆再降一級至英甲比賽。
查爾頓在英甲作賽了三個球季，終於在2012年取得英甲冠軍，在2012/13年度球季重返英冠作賽。2015/16年度球季，查爾頓得英冠聯賽倒數第三名，2016/17年度降回英甲作賽。2018/19年度聯賽，查爾頓取得英甲第三名，可參與升班附加賽，最後獲得附加賽冠軍，2019/20年度升上英冠作賽。不過查爾頓在2019/20年度英冠聯賽最取得第廿二名，護級失敗，來屆降回英甲。

## 大事紀年
| 年 份   | 事 項                                                                                           |
| ------- | ----------------------------------------------------------------------------------------------- |
| 1919-20 | 加入肯特郡聯賽（Kent League）                                                                   |
| 1920-21 | 加入南部聯賽英格蘭分區                                                                          |
| 1921-22 | 獲選加入英格蘭聯賽南區丙組聯賽                                                                  |
| 1928-29 | 僅以得失球率壓倒水晶宮，獲得南區丙組聯賽冠軍。升班乙組聯賽                                      |
| 1933    | 乙組聯賽排第廿二位，降班南區丙組聯賽                                                            |
| 1934-35 | 南區丙組聯賽冠軍（第二次）。升班乙組聯賽                                                        |
| 1935-36 | 乙組聯賽亞軍。升班甲組聯賽                                                                      |
| 1936-37 | 甲組聯賽亞軍                                                                                    |
| 1945-46 | 溫布萊決賽加時1-4負於，足總盃亞軍                                                               |
| 1946-47 | 溫布萊決賽加時1-0擊敗，足總盃冠軍                                                               |
| 1957    | 甲組聯賽排第廿二位，降班乙組聯賽                                                                |
| 1963    | 僅以得失球率壓倒避免降班丙組聯賽                                                                |
| 1971    | 乙組聯賽排第廿一位，降班丙組聯賽                                                                |
| 1974-75 | 丙組聯賽季軍。升班乙組聯賽                                                                      |
| 1980    | 乙組聯賽排第廿二位，降班丙組聯賽                                                                |
| 1980-81 | 丙組聯賽季軍。升班乙組聯賽                                                                      |
| 1985-86 | 乙組聯賽亞軍。升班甲組聯賽                                                                      |
| 1986-87 | 甲組聯賽排第十九位，附加賽準決賽兩回合累計2-1擊敗；決賽兩回合累計1-1，重賽2-1擊敗。保留甲組席位 |
| 1990    | 甲組聯賽排第十九位，降班乙組聯賽                                                                |
| 1992-93 | 超聯成立乙組改組為甲組〈II〉                                                                    |
| 1995-96 | 甲組〈II〉排第六位，附加賽準決賽兩回合累計1-3負於水晶宮                                         |
| 1997-98 | 甲組〈II〉排第四位，附加賽準決賽兩回合累計2-0擊敗；溫布萊決賽4-4，十二碼7-6擊敗。升班超聯       |
| 1999    | 超聯排第十八位，降班甲組〈II〉聯賽                                                              |
| 1999-00 | 甲組〈II〉聯賽冠軍，升班超聯                                                                    |
| 2006-07 | 超聯排第十九位，降班冠軍聯賽                                                                    |
| 2008-09 | 冠軍聯賽排第廿四位，降班甲級聯賽                                                                |
| 2009-10 | 甲級聯賽排第四位，附加賽準決賽兩回合累計3-3，十二碼4-5負於                                      |
| 2011-12 | 甲級聯賽冠軍，升班冠軍聯賽                                                                      |
| 2015-16 | 冠軍聯賽排第廿二位，降班甲級聯賽                                                                |
| 2017-18 | 甲級聯賽排第六位，附加賽準決賽兩回合累計0-2負於梳士貝利                                         |
| 2018-19 | 甲級聯賽排第三位，附加賽準決賽兩回合累計4-4，十二碼4-3擊敗；決賽以2-1擊敗新特蘭，升班冠軍聯賽   |
| 2019-20 | 冠軍聯賽排第廿二位，降班甲級聯賽                                                                |

## 球會近況

### 盃賽成績
| 圈數     | 日期          | 主／客   | 對賽球隊 | 紀錄                         |
| 聯 賽 盃 | 聯 賽 盃      | 聯 賽 盃 | 聯 賽 盃 | 聯 賽 盃                     |
| -------- | ------------- | -------- | -------- | ---------------------------- |
| 第一圈   | 2020年9月5日  | 客       | 史雲頓   | 勝3-1                        |
| 第二圈   | 2020年9月16日 | 客       | 韋斯咸   | 負0-3 （页面存档备份，存于） |
| 足 總 盃 |               |          |          |                              |
| 第一圈   | 2020年11月7日 | 主       | 普利茅夫 | 負0-1 （页面存档备份，存于） |

## 主場球場

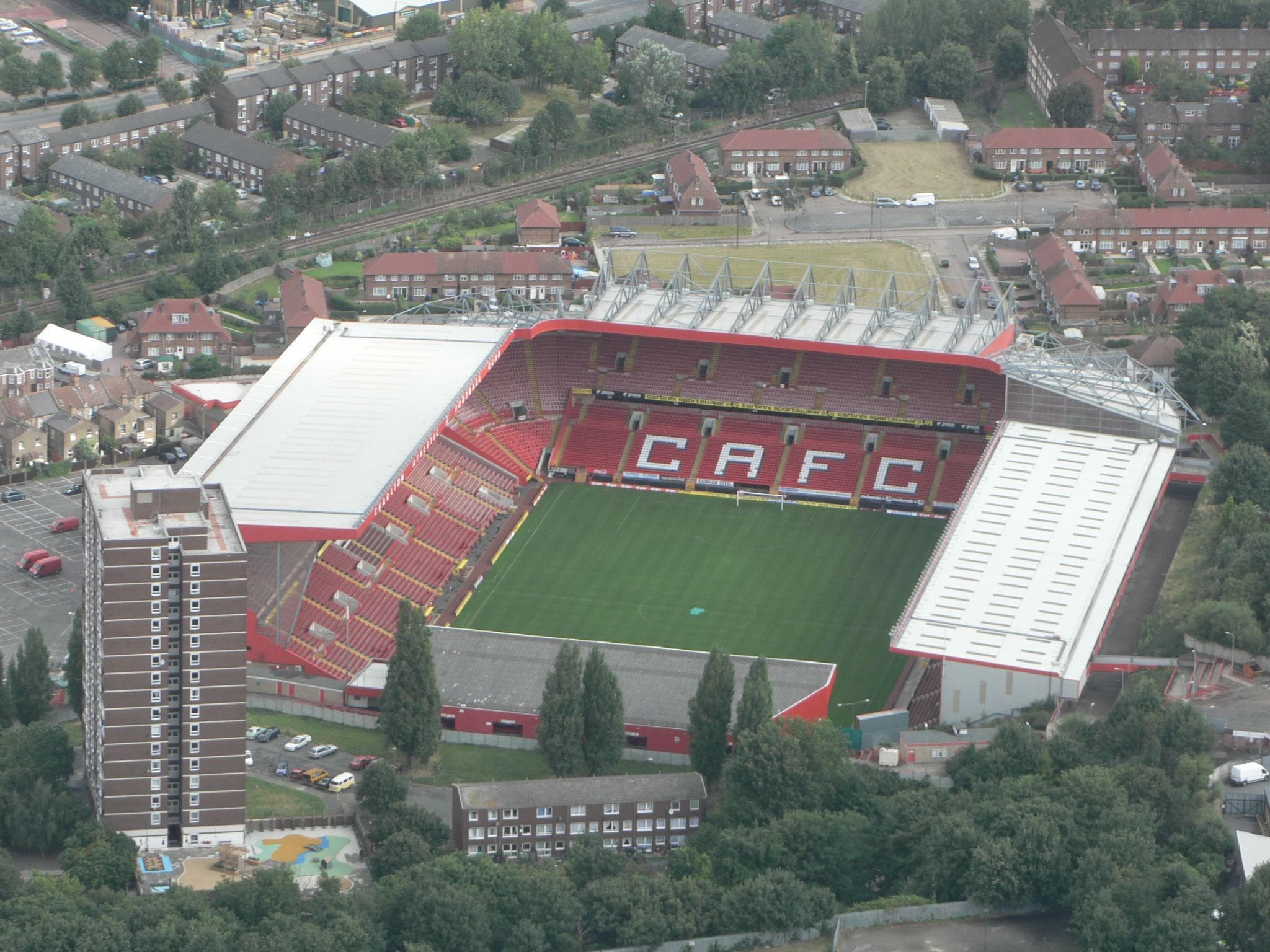
山谷球場

山谷球場是位於英格蘭大倫敦內倫敦格林威治區查爾頓（Charlton）的一個可容27,111座位的體育場，主要用於足球競賽，現時是查尔顿竞技足球俱乐部的主場球場。
看台
「北看台」（The North Stand）取代舊有的「有蓋看台」（covered end）建成，有時老球迷仍會沿用舊名稱呼這個看台。它於2001/02年球季期間建造，作為自查爾頓於2000年升班英超將球場容量提升到26,500座的部分發展計畫。看台兩邊有角落看台與「東看台」及「西看台」連成一體，可容9,000名觀眾。這裡安置被認為在球場內最嘈吵的查爾頓忠心球迷，同時亦設有餐廳和行政廂房。球隊的樂團亦駐紮在此，樂團有鼓手及號角手。
「東看台」（The East Stand）於1993/94年球季期間建造，在1994年全部完工。是查爾頓自1992年回歸山谷球場後首項發展計畫，取代舊有巨大的「東階梯看台」（east terrace），舊看台自1980年代中期發生「巴拉福特球場大火」（Bradford City stadium fire）後已被禁止使用。它是一座單層看台，設有電視轉播廂房及多個行政廂房。間中在英格蘭足總盃或英格蘭聯賽盃的賽事，球票供不應求時，部分東看台亦會開放予客隊的球迷。山谷球場有計畫擴建，預算在「東看台」加建一層以增加容量。
「西看台」（The West Stand）建於查爾頓首次升班英超的1998年，與「北看台」同樣為兩層看台。它是山谷球場的主看台，容量亦是最大，內裡設有查爾頓的辦公室、董事包廂、董事會議室、球員後備席、更衣室及商務中心（售票處）等。看台內還設置多個會議室供官方及社區活動用途。在看台出口豎立被認為是查爾頓歷來最佳球員守門員萨姆·巴特拉姆（Sam Bartram）的巨大雕像。
「占美·施德看台」（The Jimmy Seed Stand）或稱為「南看台」（The South Stand）是山谷球場內最古老的部分，建於1980年代初期，亦是場內唯一仍然用柱支撐的看台，而大柱位於看台正中央，遮擋觀眾的視野。看台以帶領查爾頓贏得1947年英格蘭足總盃冠軍的領隊占美·施德（Jimmy Seed）命名。這面看台約可容納3,000名觀眾，主要用作招待客隊球迷。看台與「東看台」之間設有大型電視屏幕。而看台後方有一座高層住宅，居民在自家陽台可以免費觀賞球賽。
山谷球場有計畫重建「南看台」，新看台設計類同兩層的「北看台」，聯同「東看台」加建一層，並於加設兩邊角落看台後，四面看台將會連成一體，球場總容量達到37,000人。而新看台更可在以後加建第三層，進一步將總容量提升到40,600人。

## 球會榮譽
| 榮譽                       | 次數        | 年度                   |
| 聯 賽 比 賽                | 聯 賽 比 賽 | 聯 賽 比 賽            |
| -------------------------- | ----------- | ---------------------- |
| 甲組聯賽〈I〉 亞軍         | 1           | 1936/37年。            |
| 甲組聯賽〈II〉 冠軍        | 1           | 1999/00年。            |
| 甲組聯賽〈II〉附加賽 冠軍  | 1           | 1997/98年。            |
| 乙組聯賽〈II〉 亞軍        | 2           | 1935/36年、1985/86年。 |
| 甲級聯賽〈III〉 冠軍       | 1           | 2011/12年。            |
| 甲級聯賽〈III〉附加賽 冠軍 | 1           | 2018/19年。            |
| 南區丙組聯賽 冠軍          | 2           | 1928/29年、1934/35年。 |
| 杯 賽 比 賽                |             |                        |
| 足總杯 冠軍                | 1           | 1947年。               |
| 足總杯 亞軍                | 1           | 1946年。               |

## 過往著名球星
- （John Barnes，1999）
- （Shaun Bartlett，2000-06）
- （Paolo Di Canio，2003-04）
- （Jason Euell，2001-06）
- （Matt Holland，2003-09）
- （Francis Jeffers，2004-06）
- （Claus Jensen，2000-04）
- （Jonatan Johansson，2000-05）
- （Dean Kiely，1999-06）
- （Paul Konchesky，1999-05）
- 羅拔·李爾（英语：Rob Lee）（Robert "Rob" Lee，1983-92）
- （Scott Parker，1997-04）
- （Chris Powell，1998-04, 2005-06, 2007-08）
- 朗·桑達士（Ron Saunders，1965-67）
- （Allan Simonsen，1982-83）
- （Zheng Zhi，2007-09）
- 山姆·巴特爾（Sam Bartram，1934-56）